# Profecia de Sant Malaquies
La profecia de sant Malaquies és una llista apòcrifa d'un centenar de lemes escrits en llatí, atribuïda a Malaquies d'Armagh (1094-1148) però molt probablement escrita a la darreria del segle xvi. Cada lema correspon a un papa de Roma, des de Celestí II (1143-1144), fins a l'últim, que se sol interpretar com la fi del món.
La llista va ser publicada per primera vegada el 1595 dins del llibre del benedictí Arnold Wion, Lignum Vitae, una obra amb biografies de benedictins famosos. Cap historiador contemporani accepta l'autoria de Malaquies. Es considera com una obra pseudoepígrafa, escrita devers l'any 1590 per influir en la rivalitat entre França i Espanya per controlar el papat per raons políques pròpies i promoure Girolamo Simoncelli, que finalment no va ser elegit. Els comentaris que acompanyen els lemes fins a Urbà VII (1590) podrien ser d'Alfonso Chacón (Ciacconius).

## Història
Segons la llegenda, Malaquies hauria confegit aquesta llista en el seu primer viatge a Roma el 1139 i l'hauria lliurat al papa llavors regnant, Innocenci II (1130-1143). El document va romandre inapercebut en els arxius vaticans fins que va ser publicat per primer cop el 1595 per l'historiador benedictí Arnold Wion, que el va incloure en el llibre Lignum Vitae en l'apartat sobre el benedictí i sant Malaquies. D'aquest llibre imprés, avui en dia només se'n coneixen tres exemplars: a la Biblioteca Nacional de França, a la Biblioteca Vaticana i a la Biblioteca Reial de Bèlgica.
Val a dir que, malgrat els segles transcorreguts des de la publicació i la popularitat que ha assolit la profecia, l'Església no se'n ha pronunciat mai, ni a favor ni en contra, de la seva validesa. Molts autors posen en dubte l'autoria real de Malaquies, i l'atribueixen a algun autor del segle xvi, i n'és un dels més assenyalats Onofre Panvini (1529-1568), un altre historiador eclesiàstic i Alfonso Chacón. Segons J.M. Iguartua, el document va ser escrit molt probablement entre el 1557 i el 1595.
Conté 111 lemes de la profecia és de que es poden dividir in dues parts.
- Els 77 primers, que són papats anteriors a la publicació del llibre de Wion, per als quals ja dona una interpretació, deguda a Alfonso Chacón (†1601). Es tractaria de papats ben coneguts per l'autor si és que va ser efectivament composta en aquestes dates i en aquest sentit seria una profecia a posteriori.

- Els darrers, des del 78 fins al 111 descriurien els papes posteriors a 1595 i, per tant, són confegits sense cap dubte abans de conèixer-ne el futur, i serien les veres profecies. Les frases finals força enigmàtiques poden considerar com a lemes o no.

## Text de la profecia

### De Celestí II a Climent VIII
| Núm. | Nom                     | Pontificat     | Lema                        | Traducció                                     |
| ---- | ----------------------- | -------------- | --------------------------- | --------------------------------------------- |
| 1    | Celestí II              | 1143-1144      | Ex castro Tiberis           | Del castell del Tíber                         |
| 2    | Luci II                 | 1144-1145      | Inimicus expulsus           | Enemic expulsat                               |
| 3    | Eugeni III              | 1145-1153      | Ex magnitudine montis       | De la grandesa de la muntanya, del mont Magne |
| 4    | Anastasi IV             | 1153-1154      | Abbas surranus              | L'abat de Suburra                             |
| 5    | Adrià IV                | 1154-1159      | De rure albo                | Del camp blanc                                |
| 6    | Víctor IV (antipapa)    | 1159-1164      | Ex tetro carcere            | De la presó tètrica (fosca, negra)            |
| 7    | Pasqual III (antipapa)  | 1164-1168      | Via trans-Tyberina          | Camí a l'altre costat del Tíber               |
| 8    | Calixt III (antipapa)   | 1170-1177      | De Pannonia Tusciae         | De Panònia (Hongria) a Túscul                 |
| 9    | Alexandre III           | 1159-1181      | De Ansere custode           | De l'ànec custodi (vigilant)                  |
| 10   | Luci III                | 1181-1185      | Lux in ostio                | Llum a la porta                               |
| 11   | Urbà III                | 1185-1187      | Sus in cribo                | El porc al garbell                            |
| 12   | Gregori VIII            | 1187 (55 dies) | Ensis Laurentii             | L'espasa de Llorenç                           |
| 13   | Climent III             | 1187-1191      | De schola exiet             | Sortirà de l'escola                           |
| 14   | Celestí III             | 1191-1198      | De rure bovensi             | Del camp de bous (llaurable)                  |
| 15   | Innocenci III           | 1198-1216      | Comes signatus              | El comte de Segni o assenyalat                |
| 16   | Honori III              | 1216-1227      | Canonicus ex latere         | Canonge de Laterà                             |
| 17   | Gregori IX              | 1227-1241      | Avis ostiensis              | L'au d'Ostia                                  |
| 18   | Celestí IV              | 1241 (17 dies) | Leo sabinus                 | El lleó sabí                                  |
| 19   | Innocenci IV            | 1243-1254      | Comes laurentius            | El comte de Llorenç o llorejat                |
| 20   | Alexandre IV            | 1254-1261      | Signum ostiense             | El signe d'Ostia - Segni d'Ostia              |
| 21   | Urbà IV                 | 1261-1264      | Hierusalem Campaniae        | Jerusalem a la Campània                       |
| 22   | Climent IV              | 1265-1268      | Draco depresus              | El dragó abatut, capturat                     |
| 23   | Gregori X               | 1271-1276      | Anguineus vir               | L'home de la serp                             |
| 24   | Innocenci V             | 1276 (5 mesos) | Conciunator gallus          | El predicador francès                         |
| 25   | Adrià V                 | 1276 (38 dies) | Bonus comes                 | El bon comte                                  |
| 26   | Joan XXI                | 1276-1277      | Piscator tuscus             | El pescador toscà                             |
| 27   | Nicolau III             | 1277-1280      | Rosa composita              | Rosa ordenada, ben arreglada                  |
| 28   | Martí IV                | 1281-1285      | Ex telonio liliacei Martini | De l'administració de Martí, el dels lliris   |
| 29   | Honori IV               | 1285-1287      | Ex rosa leonina             | De la rosa del lleó                           |
| 30   | Nicolau IV              | 1288-1292      | Picus inter escas           | Pica-soques entre aliments                    |
| 31   | Celestí V               | 1294 (5 mesos) | Ex eremo celsus             | Enlairat des d'ermità                         |
| 32   | Bonifaci VIII           | 1294-1303      | Ex undarum benedictione     | Eixit de la benedicció de les ones            |
| 33   | Benet XI                | 1303-1304      | Concionator patareus        | El predicador eloqüent (o de Pàtara)          |
| 34   | Climent V               | 1305-1314      | De fessis aquitanicis       | De les feixes (terres cultivades) d'Aquitània |
| 35   | Joan XXII               | 1316-1334      | De surore osseo             | Del sabater (o sargidor) d'ossos              |
| 36   | Nicolau V (antipapa)    | 1316-1333      | Corvus schismaticus         | Corb cismàtic                                 |
| 37   | Benet XII               | 1334-1342      | Abbas frigidus              | L'abat fred                                   |
| 38   | Climent VI              | 1342-1352      | Ex rosa Atrebatensi         | De la rosa d'Arràs                            |
| 39   | Innocent VI             | 1352-1362      | De montibus Pammachii       | De les muntanyes Pammaqui                     |
| 40   | Urbà V                  | 1362-1370      | Gallus vicecomes            | Vescomte francès                              |
| 41   | Gregori XI              | 1370-1378      | Novus de virgine forti      | El nou (per obra de) la verge forta           |
| 42   | Climent VII (antipapa)  | 1378-1394      | De cruce apostolica         | De la creu apostòlica (o dels apòstols)       |
| 43   | Benet XIII (antipapa)   | 1394-1424      | Luna cosmedina              | Lluna de Cosmedin                             |
| 44   | Climent VIII (antipapa) | 1424-1429      | Schisma Barcinonum          | El cisma de Barcelona                         |
| 45   | Urbà VI                 | 1378-1389      | De inferno praegnante       | De l'infern prenyat                           |
| 46   | Bonifaci IX             | 1388-1404      | Cubus de mixtione           | Galleda de mescla                             |
| 47   | Innocenci VII           | 1404-1406      | De meliore sidere           | D'un astre millor                             |
| 48   | Gregori XII             | 1406-1415      | Nauta de ponto nigro        | Mariner de Negro-ponto (Mar Negre)            |
| 49   | Alexandre V (antipapa)  | 1409-1410      | Flagellum solis             | El flagell del sol                            |
| 50   | Joan XXIII (antipapa)   | 1410-1419      | Cervus sirenae              | El cérvol de (o per a) la sirena              |
| 51   | Martí V                 | 1417-1431      | Corona veli aurei           | La corona del vel d'or                        |
| 52   | Eugeni IV               | 1431-1447      | Lupa Coelestina             | La lloba Celestina (celeste?)                 |
| 53   | Fèlix V (antipapa)      | 1439-1449      | Amator crucis               | L'amador de la creu                           |
| 54   | Nicolau V               | 1447-1455      | De modicitate lunae         | De la petitesa de la lluna                    |
| 55   | Calixt III              | 1455-1458      | Bos pascens                 | El bou que pasta                              |
| 56   | Pius II                 | 1458-1464      | De capra et albergo         | De la cabra i l'alberg                        |
| 57   | Pau II                  | 1464-1471      | De cervo et leone           | Del cérvol i el lleó                          |
| 58   | Sixt IV                 | 1471-1484      | Piscator minorita           | Pescador minorita (franciscà)                 |
| 59   | Innocenci VIII          | 1481-1492      | Praecursor Siciliae         | El precursor de Sicília                       |
| 60   | Alexandre VI            | 1492-1503      | Bos Albanus in portu        | El bou Albanus al port                        |
| 61   | Pius III                | 1503 (26 dies) | De parvo homine             | De l'home petit                               |
| 62   | Juli II                 | 1503-1513      | Fructus Iovis iuvabit       | El fruit de Júpiter agradarà                  |
| 63   | Lleó X                  | 1513-1521      | De craticula Politiana      | De la graella de Politià                      |
| 64   | Adrià VI                | 1522-1523      | Leo Florentius              | El lleó de Florència (o de Florenci)          |
| 65   | Climent VII             | 1523-1534      | Flos pilei aegri            | La flor de la llibertat malalta               |
| 66   | Pau III                 | 1534-1549      | Hyacinthus medicorum        | El jacint dels metges                         |
| 67   | Juli III                | 1550-1555      | De corona montana           | De la corona muntanyosa                       |
| 68   | Marcel II               | 1555 (22 dies) | Frumentum floccidum         | Blat marcit                                   |
| 69   | Pau IV                  | 1555-1559      | De fide Petri               | De la fe de Pere                              |
| 70   | Pius IV                 | 1559-1565      | Aesculapii pharmacum        | El fàrmac d'Esculapi                          |
| 71   | Pius V                  | 1566-1572      | Angelus nemorosus           | Àngel dels boscos                             |
| 72   | Gregori XIII            | 1572-1585      | Medium corpus pilarum       | El cos enmig de les esferes                   |
| 73   | Sixt V                  | 1585-1590      | Axis in medietate signi     | Eix enmig (en el centre) del signe            |
| 74   | Urbà VII                | 1590 (13 dies) | De rore coeli               | De la rosada del cel                          |
| 75   | Gregori XIV             | 1590-1591      | Ex antiquitate urbis        | De l'antiguitat de la ciutat                  |
| 76   | Innocenci IX            | 1591 (63 dies) | Pia civitas in bello        | Ciutat piadosa en guerra                      |
| 77   | Climent VIII            | 1592-1605      | Crux Romulea                | La creu de Ròmul                              |

### De Lleó XI a Benet XVI
| Núm.    | Nom            | Pontificat     | Lema                                  | Traducció                           |
| ------- | -------------- | -------------- | ------------------------------------- | ----------------------------------- |
| 78      | Lleó XI        | 1605 (27 dies) | Undosus vir                           | Home ondulat, ondulós               |
| 79      | Pau V          | 1605-1621      | Gens perversa                         | Poble, gent perversa                |
| 80      | Gregori XV     | 1621-1623      | In tribulatione pacis                 | En la tribulació de la pau, pacífic |
| 81      | Urbà VIII      | 1623-1644      | Lilium et rosa                        | Lliri i rosa                        |
| 82      | Innocenci X    | 1644-1655      | Jucunditas crucis                     | Exaltació, alegria de la creu       |
| 83      | Alexandre VII  | 1655-1667      | Montium custos                        | Vigilant de les muntanyes           |
| 84      | Climent IX     | 1667-1669      | Sidus olorum                          | Astre, estrella dels cignes         |
| 85      | Climent X      | 1670 -1676     | De fulmine magno                      | Del gran riu                        |
| 86      | Innocenci XI   | 1676-1689      | Bellua insatiabilis                   | Bèstia insaciable                   |
| 87      | Alexandre VIII | 1689-1691      | Poenitentia gloriosa                  | Penitència gloriosa                 |
| 88      | Innocenci XII  | 1691-1700      | Rastrum in porta                      | Rastell en la porta                 |
| 89      | Climent XI     | 1700-1721      | Flores circumdati                     | Flors en cercle (corona)            |
| 90      | Innocenci XIII | 1721-1724      | De bona religion                      | De la bona religió                  |
| 91      | Benet XIII     | 1724-1730      | Miles in bello                        | Soldat en guerra                    |
| 92      | Climent XII    | 1730-1740      | Column excelsa                        | Columna excelsa                     |
| 93      | Benet XIV      | 1740-1758      | Animal rurale                         | Animal rural                        |
| 94      | Climent XIII   | 1758-1769      | Rosa Umbriae                          | Rosa d'Umbria                       |
| 95      | Climent XIV    | 1769-1774      | Ursus velox                           | Ós veloç                            |
| 96      | Pius VI        | 1775-1799      | Peregrinus apostolicus                | Pelegrí apostòlic                   |
| 97      | Pius VII       | 1800-1823      | Aquila rapax                          | Àguila rapaç                        |
| 98      | Lleó XII       | 1823-1829      | Canis et coluber                      | Gos i colobra                       |
| 99      | Pius VIII      | 1829-1830      | Vir religiosus                        | Home religiós                       |
| 100     | Gregori XVI    | 1831-1846      | De balnes Etruriae                    | Dels banys d'Etrúria                |
| 101     | Pius IX        | 1846-1878      | Crux de cruce                         | Creu de la creu                     |
| 102     | Lleó XIII      | 1878-1903      | Lumen in caelo                        | Llum al cel                         |
| 103     | Pius X         | 1903-1914      | Ignis ardens                          | Foc ardent                          |
| 104     | Benet XV       | 1914-1922      | Religio despopulata                   | Religió despoblada                  |
| 105     | Pius XI        | 1922-1939      | Fides intrepida                       | Fe intrèpida                        |
| 106     | Pius XII       | 1939-1958      | Pastor angelicus                      | Pastor angèlic                      |
| 107     | Joan XXIII     | 1958-1963      | Pastor et nauta                       | Pastor i navegant                   |
| 108     | Pau VI         | 1963-1978      | Flos florum                           | Flor de flors                       |
| 109     | Joan Pau I     | 1978 (31 dies) | De medietate lunae                    | De la meitat de la lluna            |
| 110     | Joan Pau II    | 1978-2005      | De labore solis                       | Del treball del sol                 |
| 111     | Benet XVI      | 2005-2013      | Gloria olivae                         | La glòria de l'olivera              |
| 112 (?) | Francesc       | 2013-2025      | In persecutione extrema S.R.E.sedebit |                                     |
| 113 (?) | León XIV       | 2025-en curso  | Petrus Romanus                        |                                     |

### Els paràgrafs finals
En la reproducció d'aquesta darrera part del text cal ser curosos, perquè la majoria de les versions que circulen no es corresponen amb el text de Wion de 1695 que, és l'únic que se'n conserva.
| «                         | …Gloria oliuae In p̲̲̲secutione.extre- ma S.R.E.sedebit. Petrus Romanus, qui pascet oues in mul- tis tribulationibus: quibus transactis ci- uitas septicollis di- ruetur, & Judex tre mēdus iudicabit po pulum suum. Finis. | » |
| — Arnold Wion (ed.), 1695 | |   |

Observacions tipogràfiques:
1. El text queda compost en línies molt curtes perquè en l'edició original va columnat amb els lemes anteriors, que estan disposats sobre la pàgina en tres columnes.
2. La "p" de Psecutione (3a línia) porta una ratlla horitzontal que talla el pal, cosa que indica abreviatura, normalment "per".
3. La segona "e" de tremēdus (penúltima línia) porta una ratlla al damunt que indica, segons les normes de l'època, que s'ha de llegir "en".
Aquestes precisions són importants perquè, segons com es transcrigui el text, pot quedar totalment alterat no sols el sentit (i per tant la traducció), sinó les possibles interpretacions. El primer que cal veure és que tot això clarament NO és un sol paràgraf, com sol dir-se en la majoria de les versions que circulen, sinó dos: una de les dues primeres línies i un altre la resta (In psecutione.. / Petrus Romanus...). També es pot interrogar sobre si això són dos lemes corresponents a dos papes més, dos paràgrafs finals a tall de comentari o conclusió, o bé un lema i una conclusió; d'aquí que es pugui considerar que el nombre total de lemes sigui 111, 112 o 113.
Intentem ara algunes traduccions possibles del primer paràgraf: com es veu, la paraula psecutione és una abreviatura, normalment cal entendre (i així ho fan la majoria de tractadistes) que la p amb una ratlla horitzontal que en talla el pal equival a per (persecutione), però també es podria entendre que equival a pro (prosecutione). D'altra banda, les sigles SRE poden equivaldre a Sancta Romana Ecclesia (en cas nominatiu) o bé a Sanctae Romanae Ecclesiae (en cas genitiu), que és la interpretació més habitual. Tot això dona lloc a almenys tres possibles traduccions, de significat òbviament ben diferent: 
[Aquest papa] "regnarà en la darrera persecució de la Santa Església romana"
o bé: 
"En la persecució final, la Santa Església romana regnarà"
o bé: 
"En la continuació, regnarà la Santa Església romana extrema" (final?)
Pel que fa al segon paràgraf, la traducció ofereix menys dubtes: 
"Pere el Romà, que pasturarà les ovelles entre moltes tribulacions, passades les quals la ciutat dels set turons [Roma] serà destruïda, i el jutge tremend jutjarà el seu poble. Fi.
Hi ha pràcticament unanimitat a creure que la paraula fi no correspon al text original sinó que va ser afegida per Wion per indicar la fi de la cita.

## Interpretacions dels darrers lemes
El mateix Wion dona les interpretacions per als lemes 1-74, que són papes anteriors a la publicació del seu llibre. La majoria dels autors consideren el text com un frau. Els que creuen que sigui una veritable profecia, prenen per prova la interpretació a posteriori dels papes recents. Tot i això, ningú va poder determinar a priori el resultat dels conclaves recents, basant-se en el text de Wion, el que hauria hagut poder fer si fos una vertiable profecia.
107: Pastor et nauta (Joan XXIII)
La paraula nauta apareix dos cops en la llista, al núm. 48 i aquí; i tots dos papes són relacionats amb Venècia: Gregori XIII hi era nascut, i Joan XXIII n'era patriarca en ser elegit (tanmateix, el recíproc no és cert: hi ha altres pontífexs relacionats amb Venècia sense que la paraula nauta aparegui en el lema; per exemple, Joan Pau I era també patriarca de Venècia en ser elegit). La figura de Joan XXIII com a pastor és una de les descripcions que més sovint s'han utilitzat, i de fet ell mateix va dir en més d'una ocasió que la seva inspiració era la figura del bon pastor. També s'ha proposat com a nauta el fet que donés un cop de timó a l'Església amb la convocatòria del concili Vaticà II.
108: Flos florum (Pau VI)
Aquest és un cas singular dins la llista que dona lloc a moltes argumentacions diverses. Molts autors l'expliquen per l'escut pontifici, que tenia tres flors de lis, la flor heràldica per excel·lència. Alguns han suggerit el seu interès en la col·legialitat dels bisbes: el papa seria el bisbe dels bisbes, la flor de les flors.
Un papa escull el seu escut pontifici un cop elegit. És una decisió personal, per tant; i és segur que tant el cardenal Montini com tots els altres cardenals que el van elegir al conclave de l'any 1963 coneixien la llista i sabien que el lema del qui anaven a elegir era precisament flos florum. Podria ser una profecia autocomplerta i alguns hi veuen una manera oficiosa de donar validesa a la llista.
109: De medietate lunae (Joan Pau I)
Malgrat que es tracta d'un dels pontificats més curts de la història, el nombre de circumstàncies que s'ha adduït per a acomplir aquest lema és realment important: el seu nom, Albino Luciani, remet directament la «blanca llum» de la lluna, era nascut en un poble de la diòcesi de Belluno (paraula d'origen cèltic que vol dir «fortalesa lluent») i el seu pontificat va durar exactament un mes, és a dir una lluna.
Però el més impressionant és que en les dates del seu naixement (17/10/1912), de la seva ordenació sacerdotal (7/7/1935), de la seva elecció com a bisbe del Vèneto (15/12/1958) i de la seva elecció com a patriarca de Venècia -l'últim càrrec abans de ser elegit papa- (15/12/1969), en totes aquestes dates la lluna es trobava en quart creixent. En canvi, en la data de la seva elecció com a papa (26/8/1978) i de la seva mort (28/9/1978) es trobava en quart minvant, amb la particularitat que en el moment de l'elecció s'havia produït el quart exacte unes poques hores abans.
110: De labore solis (Joan Pau II)
Una observació òbvia és l'oposició lluna-sol en dos lemes seguits, un cas únic en la llista, que podria suggerir alguna mena d'oposició o complementarietat entre aquests dos pontificats. Van triar el mateix nom, elegit el primer com a homenatge als seus dos immediats predecessors, i el segon per donar continuïtat a la mateixa idea.
Però també oposició: estem davant d'un dels papats més curts de la història i un dels més llargs; davant de dues personalitats absolutament diferents, afable i pacífic l'un, enèrgic, ultraconservador i actiu l'altre. Doctrinalment, han estat dos papes molt diferents, ja que mentre un era partidari de l'aggiornamento, concepte posat en circulació per Joan XXIII, Joan Pau II era molt conservador. També pel que fa a la mobilitat: l'un no va arribar a sortir del Vaticà, mentre l'altre ha estat el papa més viatger de la història, i ha fet diverses vegades la volta al món. No hi ha dubte que Joan Pau II ha treballat molt, tal com el sol treballa per donar vida a la Terra.
111: Gloria olivae (Benet XVI)
Alguns han relacionat el nom elegit amb l'orde dels benedictins també anomenats olivatenses, és a dir, relacionats amb l'olivera. També s'ha suggerit que atès que segons la llista aquest serà un dels darrers papes si no el darrer, és possible que el lema indiqui un pontificat gloriós, fent un paral·lelisme amb al triomf de Jesucrist el Diumenge de Rams just abans de la seva passió i mort.
En tot cas, sembla que l'elecció de Benet XVI és encara massa recent per poder donar una interpretació adequada del lema, si aquest ha de tenir una interpretació històrica, és a dir, relacionada amb fets rellevants del seu pontificat, i no una interpretació en clau personal. Una altra interpretació seria que en el moment de ser elegit papa, hi havia eleccions regionals a Itàlia, on el partit L'Olivera va aconseguir el control polític de moltes regions.
I el que queda...?
Estem completament en el terreny de la hipòtesi i, per tant, cal ser molt prudent a l'hora de fer pronòstics sobre el significat real dels lemes que queden pendents.
1. En el text de Wion de 1595, després de Benet XVI hi ha dos paràgrafs i no un, com erròniament indiquen la majoria de les reproduccions posteriors; per tant, podrien ser fins a dos papes.
2. El lema "in psecutione" no té una lectura clara; segons això, la seva interpretació pot ser extremament diferent, i fins i tot alguns han suggerit que podria indicar un període de sede vacante.
3. El darrer paràgraf "Petrus Romanus", si és un lema, és força especial, tant per la llargada com per la concreció del que diu; s'ha suggerit que no es tracta d'un lema pròpiament dit (i, per tant, no correspon a cap papa) sinó d'un paràgraf descriptiu del que ha de passar.
4. «Petrus Romanus» s'ha interpretat habitualment com que el darrer papa portarà el nom de Pere II, però també podria ser simplement una apel·lació genèrica a tots els papes que, en tant que successors de Pere, són Petrus Romanus.
5. El darrer paràgraf ha estat considerat com l'anunci de la fi del món, o almenys de la humanitat. No obstant això, acabada la guerra freda i, per tant, passat el risc d'una guerra nuclear generalitzada, es pot llegir d'altres maneres menys terribles. Cal observar que el text diu que el Jutge Tremend jutjarà «el seu poble», la qual cosa podria no indicar tota la humanitat, sinó només una part (els catòlics?); si és així, cal suposar que el que s'està profetitzant no és la fi del món, sinó de l'Església catòlica o de la institució del papat tal com la coneixem.
6. El suggeriment que alguns han fet que entre Gloria Olivae i la fi de la llista de papes n'hi faltin alguns no sembla que tingui sentit, ja que aquesta és justament l'única dada de la profecia que és clara. D'altra banda, si acceptem la interpretació donada del lema 73 les dates són força coincidents.
7. En qualsevol cas, si aquesta profecia té algun valor, sembla que indica que la llista de papes s'està acabant, i en resten un o dos més, i després (a final del 2031?) s'acaba… alguna cosa. Des d'aquest punt de vista, el fet que els lemes tinguin una notable capacitat d'interpretació, però només a posteriori i no a priori, seria una manera d'indicar que la finalitat de la llista no és dir qui serà el proper papa, sinó avisar de quants en queden; per tant, la generació actual en seríem els principals destinataris.

## Crítica
La qüestió crítica és: aquesta profecia: és veritable o és un frau? Descartades les posicions que demanen una petició de principi, l'única posició racional és veure si funciona, és a dir, si els fets s'adiuen amb la llista; si no s'hi adiuen, la podem descartar com a profecia i considerar-la com una curiositat històrica d'interès només per als historiadors de l'Església i els erudits en documents antics; per contra, si funciona, s'ha de prendre seriosament per molt que no sapiguem com explicar-ho. Molts autors al llarg dels segles han defensat les dues postures.
Per tal d'examinar la qüestió, només es prenen en consideració els lemes del 78 en endavant, ja que són els únics dels quals es pot afirmar amb tota seguretat que eren futurs en el moment de la seva redacció.
En la defensa de la posició favorable es considera que si la profecia existeix és perquè algú volia comunicar alguna cosa. S'ha simplificat aquesta qüestió prenent Déu com a inspirador del document, malgrat no ser una premissa científica o racional.

### Arguments favorables
Tots els lemes s'han interpretat a posteriori
Si sempre ha estat possible interpretar el lema que corresponia a cada papa sense fer canvis d'ordre en la llista, és que la llista és vertadera. Si fos un frau, és molt improbable que mai no s'hagi donat el cas que no s'hagués pogut encaixar el lema en el papa corresponent.
Aquest argument és contrarestat per altres que es discuteixen en la secció posterior: els lemes sempre s'han interpretat a posteriori, i les interpretacions són sovint més o menys discutibles.
Els papes estan ordenats
Abunda en la raó anterior, ja que certament mai ha calgut suposar canvis arbitraris d'ordre per poder quadrar els lemes. Només pot ser discutible l'ordre en què apareixen els antipapes, cosa que és deguda al fet que no és possible representar bé en una llista lineal el que de fet és una ramificació; tanmateix, també s'hi pot trobar una regla: tots els successors d'una mateixa línia cismàtica van seguits i immediatament abans o després del papa contemporani amb el primer de la sèrie, segons si l'antipapa va ser elegit abans o després d'aquest.
La contraargumentació és la mateixa: no cal forçar l'ordre, perquè els lemes permeten una amplitud tan gran d'interpretació que és suficient per fer-los encaixar.
Les coincidències no poden ser fruit de l'atzar
No hi ha dubte que hi ha coincidències impressionants, com per exemple anomenar Ós veloç (n. 95) Climent XIV, el qual pertanyia a la família Ganganelli, que té en el seu escut un os corrent. Més encara, aquest escut figurava en pedra a la porta de la casa on va néixer el papa.
Situacions com aquestes són relativament freqüents en la llista, tot i que la seva quantificació dependrà molt del nivell d'exigència amb què es miri la llista. El que no es pot negar és que fets així n'hi ha, encara que la seva interpretació pugui ser discutible. Es pot argumentar que es tracta de meres casualitats, de profecies autocomplertes, etc.
L'Església no s'ha pronunciat sobre aquest text
Es podria defensar que el fet que l'Església no el condemni no vol dir que l'accepti, i que en tot cas caldria que l'aprovés expressament per poder aportar el seu testimoni a favor. Si bé és cert que mai no hi ha hagut una condemna explícita, tampoc no hi ha hagut mai una aprovació explícita i sí que hi ha hagut al llarg dels segles nombroses condemnes genèriques sobre el pretès do de profecia de molts que se l'atribueixen.
Un eix central en la profecia?
Una troballa interessant, tot i que discutible, fa referència al lema número 73, axis in medietate signi («l'eix enmig del signe'), que correspon a Sixt V.
La interpretació que Wion atribueix a Chacón, i que s'ha mantingut durant quatre segles, fa referència que en el seu escut hi ha una faixa que el travessa en diagonal, la qual s'interpreta com l'eix del lema. Diversos autors objecten aquesta interpretació dient que una banda diagonal difícilment es pot considerar un eix: seria un més dels lemes a què s'atorga una interpretació en clau personal, més o menys discutible. Però Igartua en proposa una altra més sorprenent.
Sixt V va ser escollit el dia 24 d'abril de 1585 i va morir el 27 d'agost del 1590; el punt central del seu pontificat, doncs, és exactament el dia de Nadal de l'any 1587. Celestí II, el primer papa de la llista, va ser elegit (no coneixem la data amb més precisió) a final de l'any 1143, és a dir, exactament 444 anys abans. I si hi sumem uns altres 444 anys, arribem al Nadal del 2031. Amb la informació actualment disponible, tant si es considera que després de Benet XVI hi ha d'haver encara un o dos pontífexs més, no sembla agosarat pensar que el final de la llista, sigui el que sigui, arribi precisament a final del 2031, que seria exactament dos mil anys després de la crucifixió de Crist. D'altra banda, el valor de les lletres en grec del nom de Jesús sumen precisament 888. Segons això, doncs, el pontificat de Sixt V seria l'eix, el punt central cronològic de la llista, que tindria una durada equivalent al valor del nom del fundador de l'Església.
Naturalment, es pot objectar amb raó que tot això no deixen de ser càlculs fets de forma més o menys arbitrària, fàcilment qualificables de jocs de mans matemàtics; a més, el pontificat de Sixt V és anterior a la publicació de Wion, de manera que si creiem que la llista ha estat feta a finals del segle xvi, es pot argumentar que les dades dels pontificats de Celestí II i Sixt V ja eren conegudes aleshores.
Però també hi ha altres dades que cal tenir en compte, començant pel fet que les dades del pontificat de Sixt V i que el seu centre sigui justament el dia de Nadal de 444 anys després de l'inici del pontificat de Celestí II no és pas res manipulable, sinó una dada històrica, i en tot cas una casualitat.
Evidentment, l'autor de la llista al segle xvi podia conèixer aquesta casualitat i aprofitar-la per fer la llista amb un final convenient. Això presenta un problema: des de l'inici de la llista fins a Sixt V hi ha 73 lemes, mentre que de Sixt V al final n'hi ha de 38 o 40, segons com es considerin els paràgrafs finals. Això vol dir que els pontificats posteriors a Sixt V haurien de ser de mitjana molt més llargs, gairebé el doble, que els anteriors; avui en dia aquesta consideració no ens sorprèn, atesos els impressionants avenços de la medecina moderna, però... és creïble aquest raonament en una persona del segle XVI? No seria més lògic que un suposat autor falsari hagués fet acabar la llista per exemple en el lema 144 (dotze vegades dotze)?

### Arguments desfavorables

#### És científicament impossible conèixer el futur
L'argument parteix del fet que la ciència no coneix cap via per la qual hauria de ser possible conèixer esdeveniments del futur i, per tant, no és possible científicament redigir una llista com aquesta.
Aquest argument, aparentment científic, no és cert del tot. Sens dubte, la ciència no coneix cap via per la qual sigui possible el coneixement del futur, però això està lluny de ser una demostració d'impossibilitat: el fet que la ciència no pugui explicar un fenomen només vol dir que si arribés a passar no sabríem com explicar-ho. Per tant, primer cal saber si el fenomen succeix realment. Certament no se sap si podria ser, i encara menys com podria ser, però cap científic solvent gosaria afirmar avui que això no és possible de cap manera.

#### És un frau des de l'origen, perquè és un document delseglexvique pretén fer-se passar com del segle XII
Tot i que és molt probable, no és del tot segur que sigui del segle xvi, i la història del document amagat a la Biblioteca Vaticana durant quatre segles podria acabar sent certa. Però encara que fos així, què impedeix que sigui profètic en la seva part posterior? Com diria santa Teresa, de vegades Déu escriu recte amb ratlles tortes; perquè no s'ha de valer Déu d'un falsari per donar a conèixer un missatge?

#### Moltes interpretacions són enganyoses, falses o portades pels pèls
Aquesta és una objecció seriosa a l'autenticitat profètica: el fet que només sigui possible interpretar els lemes a posteriori, quan ja es disposa de tota la informació sobre el pontífex a qui correspon cada lema permet disposar d'una gran quantitat de dades, entre les quals no és difícil trobar d'una o altra manera una combinació que, degudament manipulada i disfressada per donar-li un valor simbòlic o poètic, permet confegir una explicació ad hoc per fer quadrar el lema i la persona.
Per analitzar aquesta objecció cal veure d'on surten les fonts d'informació que es fan servir per intrepretar els lemes, i sobretot si el seu ús és uniforme o no al llarg de la llista. Segons Igartua (1976), hi ha només sis fonts d'interpretació personal per als lemes: el nom personal, el cognom familiar, el lloc de naixement, l'escut familiar o papal, el títol cardenalici i una funció eclesiàstica que hagi acomplert abans de ser cardenal. No tots els lemes s'interpreten, però, de forma personal, i en alguns casos són també susceptibles d'una intrepretació en funció de fets històrics ocorreguts durant el seu regnat. Cal reconèixer que el cabal de dades que resulta de tot plegat (i les seves combinacions) és notable i permet per tant una gran capacitat creativa. Davant d'aquesta objecció, Iguartua confronta l'ús de les sis fonts en la interpretació dels lemes coneguts per Wion (1-69) i els posteriors al seu llibre coneguts fins al moment que ho escriu Igartua, amb els resultats següents (els percentatges no sumen 100 perquè els lemes fan referència sovint a més d'una característica): 
| Font d'interpretació | 1 a 69     | 78 a 108   |
| Nom personal         | 7 (10,1%)  | 2 (6,5%)   |
| Cognom familiar      | 21 (30,4%) | 7 (22,6%)  |
| Lloc de naixement    | 14 (20,3%) | 5 (16,1%)  |
| Escut                | 29 (42,0%) | 10 (32,3%) |
| Títol cardenalici    | 19 (27,5%) | 7 (22,6%)  |
| Funció eclesiàstica  | 16 (23,2%) | 4 (12,9%)  |
| Lemes no personals   | 20 (29,0%) | 6 (19,4%)  |

Es pot observar un notable paral·lelisme entre els percentatges de les dues sèries: de fet, la prova de Xi-quadrat aplicada a aquest cas dona una probabilitat de 99,91% que corresponguin a la mateixa distribució. Això és difícilment explicable només per atzar, tenint en compte que un hipotètic autor del segle xvi tenia a la vista tota la llista de la primera part i ho desconeixia absolutament tot de la segona.
D'altra banda, si aquests percentatges fossin el resultat natural d'una llista feta només a l'atzar, aleshores caldria provar que efectivament la primera redacció és del segle xii.

#### Els lemes són tan generals que sempre es poden interpretar d'una manera o altra
És difícil argumentar en contra d'aquesta objecció, perquè no disposem de cap forma objectiva de mesurar aquesta generalitat del lema; tanmateix, hi ha almenys uns quants lemes als quals sembla bastant improbable aplicar això: per exemple, el núm. 95 (ursus velox) o el 109 (de medietate lunae), i també en d'altres com ara el pelegrí apostòlic (Pius VI, núm. 96), el fet més destacat del qual fou que va ser el primer papa en tres segles a viatjar fora de Roma per raons apostòliques: concretament va anar a Viena a parlar amb l'emperador per impedir un cisma en l'Església; o l'àguila rapaç (Pius VII, núm. 97), que va ser desposseït dels Estats pontificis per Napoleó –el símbol del qual era una àguila– o, finalment, la religió devastada (Benet XV núm. 104), que coincideix amb les carnisseries de la I Guerra mundial i les primeres persecucions de cristians del comunisme naixent.

#### Mai no s'ha pogut anticipar el nou papa, només s'han interpretata posteriori
Sempre que s'ha intentat endevinar coses sobre el nou papa a partir de la llista el resultat ha estat llastimós i les prediccions fetes, vistes a posteriori, més aviat fan riure. Aleshores, de què serveix una profecia que no sabem llegir fins que han passat els fets? 
Segons aquest raonament, la finalitat de la profecia no és indicar qui són els papes, sinó avisar del seu final, i la nostra generació en seria el destinatari principal: el final de la llista és a prop (potser a final del 2031?), i pot significar la fi de la humanitat, la fi de l'Església catòlica o simplement la fi de la institució del papat tal com el coneixem. D'altra banda, és impossible amb uns lemes tan poc concrets esbrinar a priori quines persones podrien complir-los i com.

#### Es tracta de profecies autocomplertes
Aquest és un fenomen ben conegut per tots els estudiosos de qualsevol tècnica de prospecció del futur (no sols profecies, també des del punt de vista científic: prospectiva, econometria, anàlisi estadística, etc.). Essencialment, es tracta de profecies (o prediccions) que es compleixen perquè algú les expressat abans i no s'haurien complert sense aquesta premissa. En aquest sentit, és ben interessant el cas de Pau VI (núm. 108).
Segurament el fenomen es dona, però fora de Pau VI, són comptats els casos en què això es pot afirmar i sovint amb dubtes. Seria més o menys aplicable als lemes basats en decisions preses un cop elegit, com ara el nom triat o l'escut pontifici (casos de Benet XVI o de Pau VI). En els lemes basats en aspectes anteriors a l'elecció, implicaria que es va escollir la persona precisament perquè complia la profecia, cosa força dubtosa (seria el cas n. 95, os veloç). Que hi hagi uns quants casos en què això pugui ser cert, no invalida la llista general, amb almenys 34 casos.

#### Hi ha antipapes en la llista
Rere aquesta objecció, s'hi apunta el raonament que si realment ha estat inspirada profèticament, com és que s'hi inclouen els antipapes, per definició contraris a l'Església catòlica? Hi ha almenys dues contradiccions a aquest raonament: primer, si la llista ha estat efectivament inspirada per Déu, Déu fa el que vol i pot tenir uns criteris que no tenim per què compartir ni menys entendre. En segon lloc, tots els antipapes de la llista van ser en seu moment pastors, potser cismàtcs, però pastors, d'almenys una part important dels creients.

#### Hi ha hagut més antipapes dels que surten en la llista
Això es pot considerar cert o no, segons què entenguem per antipapa. És cert que en temps moderns hi ha hagut personatges que s'han autotitulat papes al marge de la línia oficial vaticana, com per exemple un Pius XIII (que viu als Estats Units i reclama per a ell el lema de Pastor et nauta) o Climent XV del Palmar de Troya mort el 2005. Però són comparables aquests antipapes amb els que figuren a la llista? Què tenen a veure aquests moviments absolutament minoritaris amb els del gran cisma d'Occident o els papes d'Avinyó? Per tant, l'objecció és literalment certa, però usa el concepte d'antipapa de manera probablement abusiva; no n'hi ha prou que algú es proclami papa per ser un autèntic antipapa, encara que tinguin alguns seguidors (quants antipapes hi deu haver hagut segons aquest criteri al llarg dels segles?). Cal que el cisma tingui una certa transcendència per poder-lo considerar com a tal; i amb aquestes condicions no n'hi ha hagut cap des del darrer que figura a la llista.